# オランダ人のスポーツ選手一覧
オランダ人のスポーツ選手一覧は、オランダ人の著名なスポーツ選手の一覧である。個別スポーツの記事については、オランダのスポーツを参照されたい。競技名および記述順はオランダのスポーツに準じている。

## チーム競技

### 野球
- バート・ブライレブン
- リック・バンデンハーク
- グレッグ・ハルマン
- ルーク・ファンミル
- シドニー・デヨング
- ロブ・コルデマンス
- ダーク・ファンクルースター
- ダニー・ロンブリー
- ミヒール・ファンカンペン
- ケニー・バーケンボッシュ
- デビッド・バーグマン
- アレクサンダー・スミット
- ウラディミール・バレンティン

### バレーボール
- イングリッド・フィッセール
- キム・スタエレンス
- ハイーネ・スタエレンス
- マノン・フリール
- デビー・スタム

## 個人競技

### 自転車競技
- ヤン・ヤンセン
- ペーター・ポスト
- ヨープ・ズートメルク
- ハニー・クイパー
- ヤン・ラース
- ヘリー・クネットマン
- レネ・パイネン
- ピート・ムスコプス
- アリー・ファンフリート
- テオ・ボス
- レオンティエン・ファンモールセル
- マリアンヌ・フォス
- トム・デュムラン
- ステーフェン・クラウスヴァイク
- ディラン・フルーネヴェーヘン

### 陸上競技
- ダフネ・シパーズ

### テニス
- ヤッコ・エルティン
- トム・オッカー
- ミリアム・オレマンス
- リカルト・クライチェク
- チャン・シャルケン
- ベティ・ストーブ
- ヘンドリク・ティマー
- ポール・ハーフース
- マルティン・フェルカーク
- コルネリア・ボウマン
- クリスティ・ボーグルト

車椅子テニス
- ロビン・アマラーン
- エステル・フェルヘール
- コリー・ホーマン

### 水泳
- ピーター・ファン・デン・ホーヘンバンド

### 柔道
- アントン・ヘーシンク
- ウィレム・ルスカ

### 格闘技
- ピーター・アーツ
- アーネスト・ホースト
- レミー・ボンヤスキー
- セミー・シュルト
- アルバート・クラウス
- アンディ・サワー
- トーン・ステリング
- アリスター・オーフレイム
- ヴァレンタイン・オーフレイム
- メルヴィン・マヌーフ
- ハンス・ナイマン
- ギルバート・アイブル
- バス・ルッテン
- ルシア・ライカ
- ジェレル・ヴェネチアン
- ムラッド・ボウジディ
- レネ・ローゼ
- ロイド・ヴァン・ダム
- エロル・パリス
- ステファン・ストルーフェ

### モータースポーツ
- ヨス・フェルスタッペン
- マックス・フェルスタッペン